# آدریان کیپس
آدریان کیپس (انگلیسی: Adrian Capes; ۱۸ آوریل ۱۸۷۳ – ۲۹ سپتامبر ۱۹۵۵) بازیکن فوتبال اهل بریتانیا بود.
از باشگاه‌هایی که در آن بازی کرده‌است می‌توان به باشگاه فوتبال ناتینگهام فارست، باشگاه فوتبال استوک سیتی، و باشگاه فوتبال پورت ویل اشاره کرد.